# Ply
Bij een bordspel tussen twee personen is een ply of halve zet één zet door een van de spelers. De term ply wordt vaak gebruikt in verband met schaakcomputers en schaakprogramma’s.
Bij spelen als schaken en dammen telt men in de notatie het aantal keren dat minstens een van beide spelers een zet heeft uitgevoerd. Een zet van wit en een van zwart vormen dan samen één zet in de telling. Ter onderscheid kan men de afzonderlijke zetten van elke speler een ‘halve’ zet noemen, of ook wel ‘halfzet’.
Per bordspel wordt hier anders mee omgegaan: bij go is een zet hetzelfde als een ply.
In computerprogramma’s is het begrip belangrijk, omdat een ply overeenkomt met een niveau in een beslissingsboom. Bij een schaakprogramma gaat het dan erom hoe diep wordt gezocht in de beslissingsboom van mogelijke stellingen. Hierbij wordt onderscheid gemaakt tussen de zoekdiepte (uitgedrukt in aantal ply) dat alle mogelijke stellingen worden geëvalueerd (brute force) en hoe diep selectief verder wordt gezocht naar de beste zet(ten).
Ook in het meervoud wordt van ply gesproken: "Dit programma kan 16 ply diep doorrekenen."